# じゃんけんブルドッグ
じゃんけんブルドッグ、またはじゃんけんブルドックはじゃんけんから派生した遊び。現在では表記にぶれがあるが、後述のように犬のブルドッグが語源となっている。

## ルール
大まかなルールは次の通り。
- 二人で向かい合ってジャンケンをする。
- ジャンケンに勝った人は負けた人のほっぺたを片方つまみ、そのままジャンケンをつづける。
- 二回続けてジャンケンに勝った場合には、負けた人のもう片方のほっぺたをつまむ。
- 二回勝った場合に勝ちにする場合には、勝った人はフレーズに合わせて手を動かす[1]。
- 三回勝った場合に勝ちにする場合には、二回勝っている人は両手がふさがっているため、ジャンケンの手を口で言って勝負を続け、三回勝った人はフレーズに合わせて手を動かす[2]。
- 勝った人が手を動かす最後で負けた人のほっぺたを下に引っ張る際、負けた人の顔がブルドッグのように見える。
- 派生ルールとして、負けた人がもう一人のほっぺたをつまんでいた場合には、片方をつまんでいる場合にはその手を、両方つまんでいる場合には片方の手を離す。つまり、三連勝した時のみ勝利、というものがある[3]。

## フレーズ
勝った場合に手を動かしながら言うフレーズにはバリエーションがある。
- 「縦、縦、横、横、ブルドック」[1]
- 「縦、縦、横、横、丸書いてちょん」[2][3]